# Vimeo

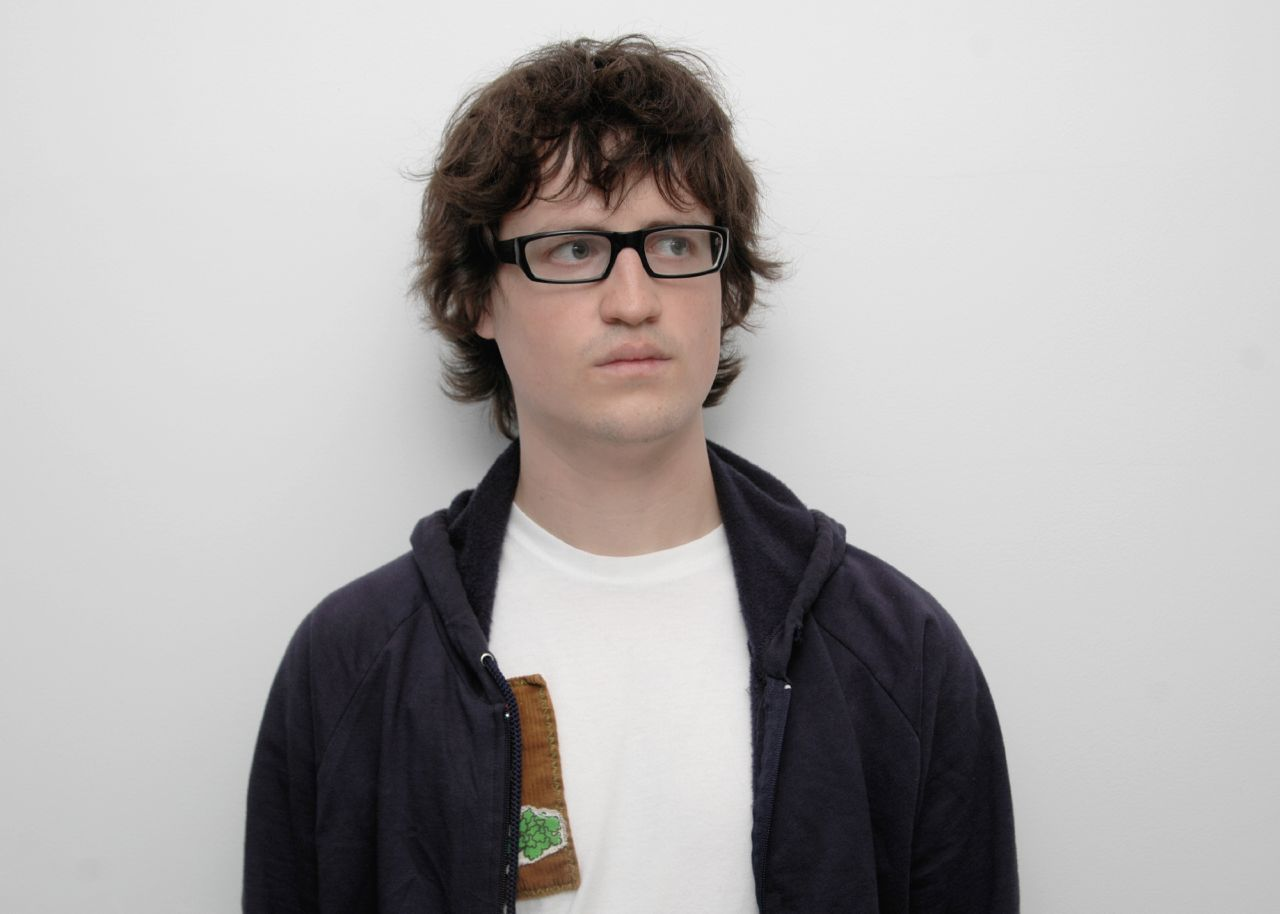
Jakob Lodwick

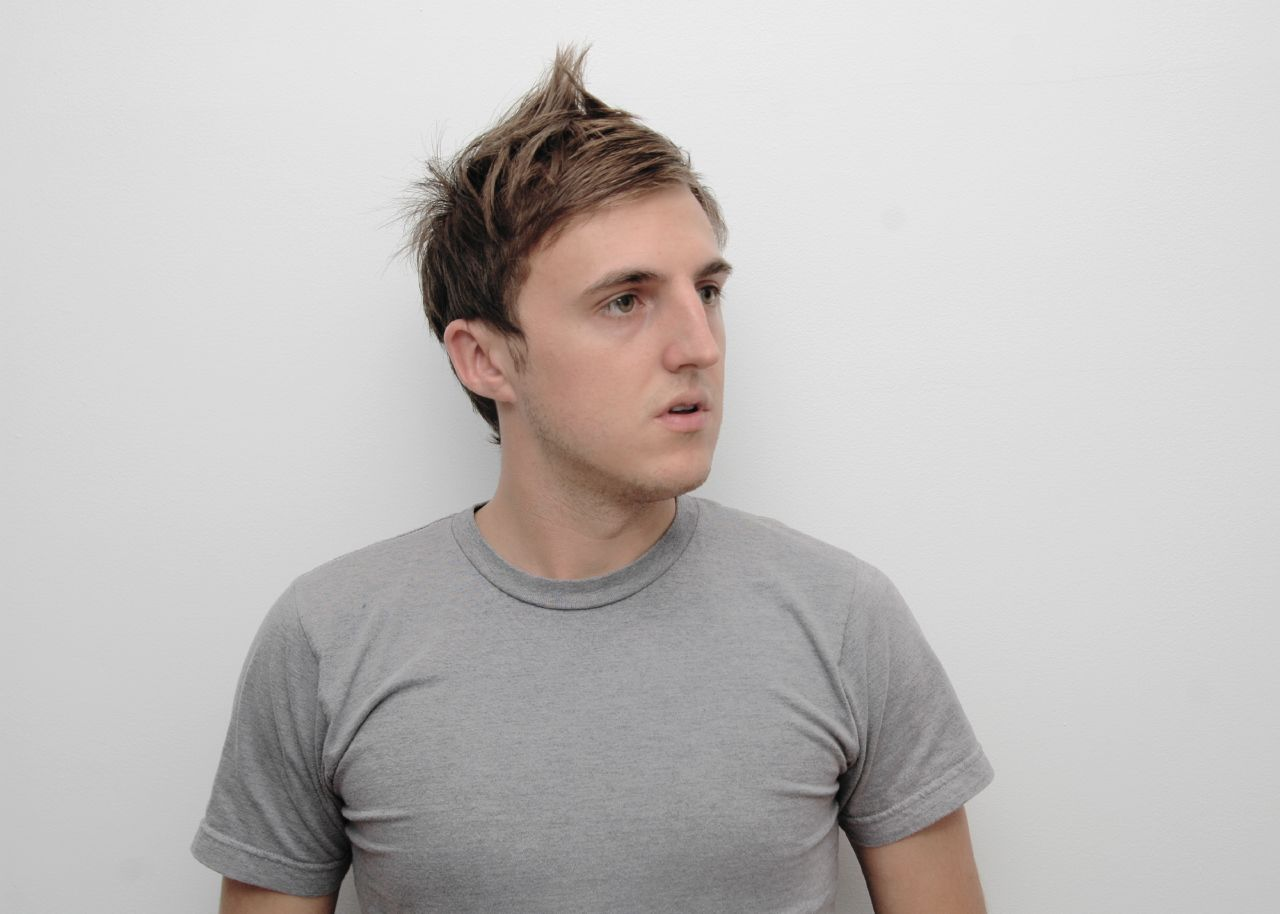
Zach Klein

Vimeo is een videowebsite waar gebruikers video's kunnen uploaden, delen en bekijken. Voor het uploaden moet men houder zijn van de rechten van het beeldmateriaal en alle andere inhoud.
De site werd in november 2004 opgericht door Jake Lodwick en Zach Klein. Lodwick verliet het bedrijf in 2007, Klein in 2008. De naam van de site is een anagram van het Engelse woord "movie".
In december 2011 maakte de site bekend dat het per maand 65 miljoen unieke bezoekers ontvangt, waarvan 8 miljoen een account hebben. 15 procent van alle verkeer naar de site is via mobiele apparaten.

## Video-kwaliteit
Gebruikers kunnen sinds 9 oktober 2007 video's in 720p-kwaliteit uploaden. Ook zijn alle video's sinds augustus 2010 geconverteerd naar H.264 voor HTML5-ondersteuning.
Gebruikers zonder Vimeo Plus kunnen per week 500 MB aan video uploaden, daarvan mag één video in HD-kwaliteit zijn. Alle andere HD-video's die een gebruiker uploadt komen alleen beschikbaar in SD.

## Abonnementsvormen

### Vimeo Plus
Op 16 oktober 2009 werd Vimeo Plus onthuld. Voor 60 dollar per jaar kunnen gebruikers maximaal 5 GB per week aan videomateriaal uploaden, alle video's mogen in HD-kwaliteit zijn. Ook kunnen Plus-gebruikers kanalen, groepen en albums aanmaken. Ze krijgen ook geen advertenties te zien.

### Vimeo PRO
Sinds 1 augustus 2011 is ook Vimeo PRO beschikbaar. Deze abonnementsvorm is speciaal voor bedrijven. Bedrijven krijgen toegang tot 50 GB aan opslag en geavanceerde statistieken.

## Populaire inhoud
- De muziekvideo van het nummer Radar van Britney Spears was in het begin alleen op Vimeo te zien.
- Het Witte Huis plaatst HD-versies van zijn uitzendingen op Vimeo.[5]

## Trivia
- Game-video's zijn niet toegestaan op de website, omdat deze langer en groter zijn dan andere video's. Hierdoor kon de wachttijd bij het uploaden sterk oplopen. Game-video's met een verhaal (machinima's) zijn nog wel toegestaan.[2]
- De leden van de site noemen zichzelf Vimeans.
- De site is sinds 4 mei 2012 geblokkeerd in India zonder opgave van redenen.[6]